# 緒方広明
緒方 広明（おがた ひろあき、Hiroaki Ogata, 1969年 - ）は、日本の情報学者。京都大学学術情報メディアセンター教授、京都大学大学院情報学研究科社会情報学コース教授。

## 人物・経歴
徳島県美馬市穴吹町出身。1969年生まれ。1988年徳島県立脇町高等学校卒業。1992年徳島大学工学部知能情報工学科卒業。1994年徳島大学大学院工学研究科博士前期課程知能情報工学専攻修了。1995年徳島大学大学院工学研究科博士後期課程システム工学専攻中退、徳島大学工学部知能情報工学科助手。1998年博士（工学）。1999年徳島大学工学部知能情報工学科講師。2001年徳島大学工学部知能情報工学科助教授。2001年コロラド大学ボルダー校計算機科学科客員研究員。2009年科学技術振興機構さきがけ兼任研究員。2011年徳島大学大学院・ソシオテクノサイエンス研究部准教授。2013年九州大学基幹教育院教授。2016年九州大学ラーニングアナリティクスセンターセンター長。2016年九州大学主幹教授。2017年京都大学学術情報メディアセンター教授、九州大学ラーニングアナリティクスセンターアドバイザー、香港教育大学客員名誉教授、台湾亜洲大学客員主幹教授。2018年国立情報学研究所客員教授、日本学術会議特任連携会員。2021年エビデンス駆動型教育研究協議会代表理事。2022年国立教育政策研究所上席フェロー研究員。
研究は、人々の学びを支援する情報技術の開発を中心に、学習分析(ラーニングアナリティクス), 教育データ科学、エビデンスに基づく教育のための情報基盤、協調学習支援(CSCL)、語学学習支援(CALL)、モバイル学習・ユビキタス学習支援(m-Learning, u-Learning)、社会ネットワーク分析等の研究に従事。論文はGoogle scholarページを参照。

学会活動としては、論文誌 IEEE Transaction on Learning Technologies の副編集委員長, IJCSCL(International Journal of Computer Supported Collaborative Learning)), IJAIED (International Journal of Artificial Intelligence in Education), Journal of Learning Analytics, 電子情報通信学会和文Ｄ編、情報処理学会論文誌などの編集委員を歴任。また 国際学会APSCE (Asian Pacific Society for Computers in Education), IamLearn (International Association for Mobile Learning), SOLAR(Society of Learning Analytics and Research)等の学会役員を歴任。